# Улица Дмитрия Бортнянского (Чернигов)
Улица Дмитрия Бортнянского (укр. Вулиця Дмитра Бортнянського) — улица в Деснянском районе города Чернигова, исторически сложившаяся местность (район) Бобровица. Пролегает от улицы Кривоноса до улицы Кирилла Разумовского (Рахматулина). 
Примыкают улицы Урожайная, Шевченко, Вишнёвая, Сосницкая.

## История
Рабочая улица проложена в 1960-х годах и была застроена индивидуальными домами. 
Переименована, когда село Бобровица вошло в состав города Чернигова, поскольку в Чернигове уже была улица с данным названием в исторической местности Землянки. В 1974 году улица получила название улица Олеко Дундича — в честь революционера времён Гражданской войны Олеко Дундича.
19 февраля 2016 года улица получила современное название — в честь русского композитора, дирижёра, певца Дмитрия Степановича Бортнянского, согласно Распоряжению городского главы В. А. Атрошенко Черниговского городского совета № 54-р «Про переименование улиц города» («Про перейменування вулиць міста»).

## Застройка
Улица пролегает в юго-восточном направлении. Парная и непарная стороны улицы заняты усадебной застройкой.
Учреждения: нет. 